# Ninguém como tu
Ninguém como Tu (Nadie como Tú en España o Nadie como Vos en algunos países de Hispanoamérica) es una telenovela portuguesa que tuvo un buen recibimiento de la audiencia en su país de origen. Se dobló al español en Venezuela permitiéndose su exhibición en países 
de habla hispánica, entre ellos, España. Se trata de una producción de TVI, canal de televisión de Portugal, del año 2005. La serie se desarrolla entre Lisboa y Almada.

## Sinopsis
El primer capítulo de la serie arranca con tres acontecimientos
llenos de suspense: La desaparición de un niño, se trata del sobrino
adoptivo de la protagonista; un desfalco que arruina al marido de la
protagonista, éste es el primer acontecimiento que permitirá 
desenmascarar a la "bondadosa" Luíza y demostrar quien es ella
realmente, y la anulación de la boda de la hija de la protagonista
con su novio rico y millonario, el otro acontecimiento que 
desenmascara a la protagonista dado que ella, con la amenaza
del suicidio de su marido, coacciona a su propia hija a que 
se case sin amor, como lo hizo ella en su juventud. No hay que
despreciar otros datos que el televidente obtiene tan solamente
en los primeros tres capítulos, como por ejemplo: Luíza a quien 
realmente ama es al marido de su hermana Dulce, su cuñado Pedro, 
fue su primer novio y verdadero amor, Teresa, la hija de Luíza,
repudia a su novio el día de su boda por haberse enamorado de 
Miguel, pero ¿Quién es Miguel? Miguel es compañero de piso de 
Leonor, una de las autoras del desfalco de la empresa de Mario,
el marido de Luiza, es el exnovio de Ana, hija de Dulce y 
Pedro, y lógicamente sobrina de Luiza y prima de Teresa, en 
esa relación fallida hay un aborto ocultado a la familia.
Tiago, empleado de máxima confianza de Mario, es compañero
de piso de Leonor y Miguel, queda horrorizado al saber de
la historia de sus compañeros de piso y tiene miedo a quedar
mal ante Mario si se descubre todo. El tema de la desaparición
del hijo adoptivo de Julia, hermana menor de Luiza, no pasa 
de ser una travesura y rabieta de un niño que no consigue lo
que desea: que su madre le regale un móvil de última generación,
se escapa de casa escondiéndose en el dormitorio de una amigo y 
vecino.
La historia tiene su trama principal: las maldades y 
ambiciones de su protagonista antagónica y una larga lista
de tramas secundarias, algo muy propio de las telenovelas 
brasileñas que son, sin lugar a dudas, las grandes
inspiradoras de las telenovelas portuguesas, que no llegan
a su calidad pero sí han conseguido tener grandes y magníficas
producciones. Aquí se expone la trama principal y algunas de sus 
tramas secundarias:

## La trama principal: La maldad y ambición de Luiza
Luíza tiene una gran obsesión por el dinero y el estatus
social pues tiene el trauma de haber sufrido la pobreza desde
niña, ella y su familia son retornados de Mozambique, tras la
independencia del país hizo que regresaran a Portugal sin nada
y pasando a ser "portugueses de segunda". El tema de los 
retornados aparece en más de una serie portuguesa y es uno de
los temas más polémicos de la historia de Portugal de las 
últimas décadas. Este trauma le lleva a despreciar a Pedro,
el amor de su vida, que por despecho se casa con Dulce, hermana
de Luiza, a casarse sin amor con Mario, el padre de sus hijas
Teresa e Isabel, y tras el desfalco intentar obligar a su 
hija Teresa a casarse sin amor con su novio rico, a romper
el matrimonio de su amiga Beatriz para casarse con su marido
rico António, una vez que enviuda de António, intenta 
reconquistar el amor de Pedro destrozando el hogar de su propia
hermana. Esta serie de acontecimientos le crea muchos enemigos: 
su propia hija Teresa, su ex marido Mario, la familia de António
Paiva Calado al completo: Beatriz, su mujer, sus hijos Nuno e
Inês, y su hermano, aunque solamente por parte de padre, Gabriel
Paiva Calado.En su carrera por conquistar a António, llega a vender la casa de sus padres para conseguir dinero para hacerse un reportaje 
y salir en las revistas de prensa rosa más prestigiosas del país,tras vender la casa, los lleva a vivir a un condominio donde 
viven ancianos y allí, por casualidad descubre que vive la madrina de António y llega a la conclusión que es su testaferro,intentará ser su amiga para sacarle toda la información que pueda.
Desde un principio cuenta con el desprecio de su hermana Júlia, 
acabará siendo despreciada por su hermana Dulce 
y sus sobrinos João y Ana. Hay que tener en cuenta que en su
ambición se casa con António y se marcha de viaje sin importarle
la muerte de su madre, Milu. Al final de la serie, Luiza acaba
arruinada, repudiada por mucha gente, enferma de neuresma. En
la última escena muere sola y el fantasma de su madre toca el
timbre y le informa que su tiempo ya ha acabado pero no tiene nada 
que temer pues su madre nunca la abandonará.

## La historia de amor de Teresa y Miguel
Teresa, la hija mayor de Luiza, es totalmente opuesta a ella, 
en lugar de luchar por la ambición, luchará por su felicidad, con sus pros
y sus contras, puesto que Miguel es pobre y Teresa tan solamente
ha conocido el lujo y el bienestar, aprenderá a vivir como alguien
de clase media, trabajará duro y será feliz con Miguel, el hombre de 
su vida.

## Las maldades de António Paiva Calado y el sufrimiento de su familia
António es "amigo" de Mario, sin embargo, cuando Mario se arruina, en 
lugar de ayudarle, se aprovecha de su situación y le compra la mansión
a un precio módico, de ahí la obsesión de Luisa por seguir viviendo
en la mansión y querer destruir una familia a cambio de recuperar su
posición social. A partir de aquí Luiza conseguirá el odio de Mario, 
de la familia de António y la infelicidad de estar casada con un 
hombre déspota y mujeriego. Antes de divorciarse, António le era
infiel a Beatriz con Leonor y otras tantas mujeres jóvenes y era 
déspota con su mujer y sus hijos, le roba a su mujer con ayuda de
testaferros, entre ellos: su madrina, que muere en el mismo accidente
de tráfico donde Milu queda herida y muere poco después, y Lurdes,
la empleada de confianza de Luiza. António muere asesinado y en la
larga lista de sospechosos están Luiza, Mario, Leonor, familiares de
Luiza, sus propios familiares y algunos empleados, al final se 
descubre que su asesina es Guida, la periodista y mejor amiga de 
Luiza, se descubre que es una interesada y no es amiga de nadie.

## El secreto inconfesable de Ana
Tuvo una relación con Miguel que acabó mal y como consecuencia 
abortó sin que su familia supiera nada. Contra todo pronóstico,
acaba siendo feliz con Nuno, hijo de António y Beatriz.

## Las dudas de João
João sufre mucho, tiene dudas sobre su orientación sexual,
en un principio siente algo especial por Henrique, primo de 
Alexandre y sobrino de Conceição. Acaba teniendo una relación 
con un amigo suyo, Sérgio, tras asumir su orientación sexual.

## La historia de amor de Conceição y Luciano
Luciano, el padre de Luiza, tras morir Milu, su esposa,
rehace su vida con Conceição, madre de Alexandre, vidente y
amigo de la familia de Luciano.

## Las visiones de Alexandre
Alexandre es vidente y siempre que le echa las cartas
a algún familiar de Luiza o a ella propia, le sale la carta
de la muerte, algo que le atormenta porque teme lo peor. Es 
interesante saber que al igual que João es homosexual y acabará
enamorándose en el último capítulo de un chico que acude a él para
leerle el futuro con las cartas. Se trata de un flechazo.

## Paula y Frederico: La pareja "perfecta"
Son amigos y vecinos de Alexandre y Conceição, de Júlia y de
Dulce y Pedro. Son empleados de António Paiva Calado. António
habla de un posible ascenso que puede haber en la empresa, uno
de sus mayores aspirantes es Frederico, de ahí que Eugenia, la 
madre de Paula, una mujer llenas de prejuicios y chapada a la
antigua, abandone su pueblo para cuidar de su nieto Guillerme
mientras que Frederico y Paula trabajan duro para el ascenso de 
éste. Eugenia tendrá una pésima relación con Conceição, debido
a los comentarios maliciosos e hirientes que hace sobre Alexandre
por su trabajo de vidente y su homosexualidad. La pareja perfecta
dejará de serlo en el momento que António promociona a Paula en
detrimento de Frederico, esta crisis acabará con el matrimonio,
Paula acabará siendo la pareja de Mário y Frederico la pareja de
Isabel, el odio entre ellos crecerá con bastante intensidad.
António tiene intenciones deshonestas con Paula, de ahí que tanto
ella como Frederico sean sospechosos de su asesinato.

## Gabriel Paiva Calado "El dios griego"
Es el hermano menor de António, aunque solamente son del mismo
padre y de diferentes madres. Es viudo, padre de una hija, Carmo,
niña despreciada por António, y a lo largo de la historia se 
descubre que es el padre biológico de Jaime, el hijo adoptivo de
Júlia. Este hecho hará que se interese por ella hasta acabar 
conquistándola, consigue que Júlia rompa su relación con Thiago
con la excusa del hijo en común. Su mujer se suicidó por culpa
de António, por eso también es otro sospechoso de su asesinato.
Intenta ayudar a Beatriz y a sus sobrinos tras el divorcio de 
António y Beatriz a causa de las intrigas de Luiza y Guida. Será
cómplice de Júlia para desenmascarar a Luiza y descubrir todas sus
fechorías, estas indagaciones tienen un tinte un poco policiaco,
le da gran emoción a la trama, muy interesante. 
Su belleza viril e ibérica hace que más de una mujer pierda la
razón por él, entre ellas están Guida, hay que recordar que Luiza
le promete a Guida que le ayudará a conquistar a Gabriel a cambio
de ayudarle a romper el matrimonio de António y Beatriz. La otra 
que se interesa por él es Isabel, la hija menor de Luiza, en el
fondo desea sacar partido de su posición económica, ya que 
Isabel es igual que su propia madre.

## La trampa tendida a Beatriz
Como Luíza y Guida saben de la historia de sufrimiento de
Beatriz y lo que sufre por culpa de su marido, le ponen una 
trampa en la que caerá con facilidad: Guida, que es periodista,
ya conoce a un joven apuesto llamado Rafael, es pintor, es joven,
es pobre, necesita de un mecenas para continuar con su labor artística,
es noble y de buenos sentimientos, es el candidato ideal para seducir a
Beatriz, en realidad es usado sin él saberlo, pues se enamorará de 
Beatriz sin saber que está siendo el objeto de una encerrona.
Luíza y Guida organizan una galería de las obras de un joven pintor
que promete ser un gran artista en los años venideros, la idea es
hacer un sorteo por el cual la ganadora será retratada por el pintor,
Luisa y Guida hacen trampas y en todas las papeletas escribieron el 
nombre de Beatriz para que ésta fuera la única ganadora. A partir de ahí
Beatriz y Rafael se conocerán, el cariño entre ellos será inevitable,
Beatriz será su mecenas, y aunque no llegan a consumar nada, se enamoran 
perdidamente. Luíza que está al tanto de todo lo que ocurre, pues es
confidente de Beatriz, llama por telófono a la secretaria de António
para que éste vaya al restaurante donde están Beatriz y Rafael y así
serán descubiertos cuando Rafael le coge la mano y le declara su amor.
Así se acaba con el matrimonio de Beatriz y António, él la echa de 
casa, Luíza empieza a ganar puntos para seducirlo mientras que
Rafael acaba marchándose a Florencia para seguir formándose como pintor.
Éstas y otras tramas más conforman el contenido de esta 
magnífica serie que tiene la habilidad de enganchar al espectador
desde el primer capítulo hasta su desenlace, de ahí el secreto
de su éxito.

## Elenco
- Alexandra Lencastre - Luíza Gaspar dos Santos Albuquerque Paiva Calado
- Vítor Norte - Mário Menezes Albuquerque
- Dalila Carmo - Júlia Gaspar dos Santos
- Manuela Couto - Dulce Gaspar dos Santos Paredes da Silva
- Ricardo Carriço - Pedro Paredes da Silva
- António Pedro Cerdeira - Frederico Duarte
- Suzana Borges - Beatriz Paiva Calado
- Nuno Homem de Sá - António Paiva Calado
- Vera Alves - Paula Macieira Duarte
- Pedro Lima - Pedro Paiva Calado
- São José Correia - Leonor Esteves
- Sofia de Portugal - Glória Leite Almeida (Pires da Fonseca)
- Joaquim Horta - Alexandre Horta
- Sofia Aparício - Margarida Martins - "Guida"
- Albano Jerónimo - Tiago Nunes
- Joana Seixas - Inspectora Irina Antunes
- Benedita Pereira - Teresa Gaspar dos Santos Menezes Albuquerque
- José Fidalgo - Miguel Rosa
- Maria João Falcão - Inês Paiva Calado
- Liliana Santos - Isabel Gaspar dos Santos Menezes Albuquerque
- Alexandre Ferreira - Nuno Paiva Calado
- Lourenço Henriques - José Leite Almeida (Pires de Fonseca)
- Jorge Mota - Inspector Rui
- Márcia Leal - Ana Gaspar dos Santos Paredes da Silva
- Frederico Barata - João dos Santos Paredes da Silva
- Cláudia Aguizo - Mariana Martins
- Guillherme Barroso - Henrique Costa Arvana
- Maria Simões - Lurdes dos Santos
- Cláudia Oliveira - Elisa

## Actuaciones Especiales de
- Sinde Filipe - Luciano Gaspar dos Santos ( Padre de Luiza, Dulce y Júlia)
- Lia Gama - Conceição Costa ( Madre de Alexandre, tía de Henrique y futura esposa de Luciano tras él enviudar de Milu)
- Márcia Breia - Eugénia Macieira ( Madre de Paula y abuela de Guillermo)
- Rosa Lobato de Faria - Maria de Lurdes "Milú" Gaspar dos Santos ( Madre de Luiza, Dulce y Júlia, esposa de Luciano)

## También Actúan
- Orlando Costa - Víctor (Amigo de Luciano)
- Anna Paula - Berta (Madrina y testaferro de António, amiga de Luciano y Milú, muere en el mismo accidente de tráfico en el cual muere Milú)
- Paulo Rocha - Rafael Pinheiro ( Pintor del que se enamora Beatriz y acaba marchádose a Florencia)

## Elenco Infantil
- João Pedro Cary - Jaime Gaspar dos Santos ( Hijo adoptivo de Júlia e hijo biológico de Gabriel)
- João Secundino - Guilherme "Gui" Macieira Duarte ( Hijo de Frederico y Paula y nieto de Eugénia)
- Patrícia Franco - Carmo Paiva Calado (Hija de Gabriel y de su difunta esposa)

## Emisión Internacional
España
Venezuela